# Alcis huamani
Alcis huamani är en fjärilsart som beskrevs av Paul Dognin 1904. Alcis huamani ingår i släktet Alcis och familjen mätare. Inga underarter finns listade i Catalogue of Life.